# Stazione di Moriguchishi
La stazione di Moriguchishi (守口市駅?, Moriguchishi-eki) è la principale stazione ferroviaria della città di Moriguchi nella prefettura di Osaka, in Giappone ed è gestita dalle Ferrovie Keihan. La stazione è servita dalla linea Keihan Nakanoshima ed è dotata di 4 binari passanti su viadotto.

## Linee e servizi

### Treni
Ferrovie Keihan
● Linea principale Keihan

## Struttura
La stazione è costituita due marciapiedi centrali a isola con 4 binari totali.
| 1 | ● Linea principale Keihan | per Hirakatashi, Chūshojima, Sanjō e Demachiyanagi (ora di punta) |
| 2 | ● Linea principale Keihan | per Kyōbashi, Yodoyabashi o Nakanoshima (linea Nakanoshima)       |

## Stazioni adiacenti
| «                                                                                         | Servizio                | »                       |
| Linea principale Keihan                                                                   | Linea principale Keihan | Linea principale Keihan |
| ----------------------------------------------------------------------------------------- | ----------------------- | ----------------------- |
| Doi                                                                                       | Locale                  | Nishisansō              |
| Kyōbashi                                                                                  | Semiespresso            | Nishisansō              |
| Kyōbashi                                                                                  | Subespresso             | Kayashima               |
| Il subespresso pendolari dei giorni feriali per Yodoyabashi/Nakanoshima non ferma         |                         |                         |
| Kyōbashi                                                                                  | Espresso                | Neyagawashi             |
| Il Midnight Express per Kuzuha non ferma                                                  |                         |                         |
| Kyōbashi                                                                                  | Espresso Rapido         | Neyagawashi             |
| L'Espresso Rapido pendolari, l'Espresso Limitato e L'Espresso Limitato rapido non fermano |                         |                         |